# Вертикальный анализ
Вертикальный анализ (структурный анализ) - вид финансового анализа, при котором общую сумму финансового отчёта принимают за сто процентов, и каждую статью данного отчета представляют в виде процентной доли от принятого базового значения. Вертикальный анализ позволяет сделать вывод о структуре активов предприятия (при анализе баланса) и выручки (при анализе отчета о финансовым результате) в текущем состоянии, а также проанализировать динамику этой структуры.

## Основные особенности
- расчёт относительных показателей по значениям абсолютных показателей (относительные показатели позволяют сглаживать внешние экономические воздействия, которые на абсолютные показатели способны оказывать сильное влияние, выявляя таким образом результаты деятельности собственно организации);
- расчёт показателей на разный момент времени (это позволяет отслеживать и прогнозировать структурные изменения в составе отчетности в динамики).

## Преимущества
- изучать результаты финансово-хозяйственной деятельности на основе относительных показателей;
- проводить межхозяйственные сравнения различных организаций, различающихся по величине используемых ресурсов и другим показателям объема.

## Пример вертикального анализа
| АКТИВ             | АКТИВ  | АКТИВ  | АКТИВ             | АКТИВ            | ПАССИВ                     | ПАССИВ | ПАССИВ | ПАССИВ            | ПАССИВ           |
| Статьи            | 2021   | 2020   | Доля (2021), в %. | Доля (2020), в % | Статьи                     | 2021   | 2020   | Доля (2021), в %. | Доля (2020), в % |
| ----------------- | ------ | ------ | ----------------- | ---------------- | -------------------------- | ------ | ------ | ----------------- | ---------------- |
| Основные средства | 10 000 | 1 000  | 91%               | 9%               | Нераспределенная прибыль   | 10 000 | 1 000  | 91%               | 9%               |
| Денежные средства | 1 000  | 10 000 | 9%                | 91%              | Кредиторская задолженность | 1 000  | 10 000 | 9%                | 91%              |
| ИТОГО АКТИВЫ      | 11 000 | 11 000 | 100%              | 100%             | ИТОГО ПАССИВЫ              | 11 000 | 11 000 | 100%              | 100%             |